# Diane Bellego
Pour les articles homonymes, voir Bellégo.
Diane Bellego est une actrice, thérapeute et écrivaine française née le 18 février 1954 à Paris.

## Biographie
Diane Bellego commence au cinéma dans de petits rôles dans des comédies populaires du début des années 1980 (Je vais craquer, Le Quart d'heure américain) et à la télévision dans les séries Nana et La Vie des autres.
En 1983, le réalisateur Patrick Schulmann, à la suite du succès de sa comédie Et la tendresse ? Bordel !, lui offre un premier rôle dans Zig Zag Story aux côtés de Fabrice Luchini. Elle enchaîne en 1984 avec Le Fou du roi où elle joue Madame de Montespan aux côtés de Jean Desailly (Louis XIV).
Elle continue à jouer dans de nombreuses séries télévisées et téléfilms et en 1990, elle tient notamment le rôle féminin principal, celui de l'ambassadrice Sixtine Bader dans la saga estivale Le Mari de l'ambassadeur,. En 1992, elle tient un second rôle (Carole) aux côtés de Richard Berry, Claudia Cardinale et Omar Sharif, dans le film 588, rue Paradis de Henri Verneuil. Ce film fait suite à Mayrig (1991), première partie du diptyque autobiographique du cinéaste.
Elle joue dans deux épisodes de la série franco-canadienne Highlander, en 1994 puis en 1997 dans des rôles différents, et continuera sa carrière télévisuelle jusqu'à la fin des années 1990.
Depuis plusieurs années, et après sa carrière d'actrice, Diane Bellego enseigne le tantra dans la région parisienne,. En 2009, elle est l’auteur du livre « Masculin Féminin - l’Initiation Amoureuse » (réédité en 2014) ainsi que de nombreux articles sur le Féminin Sacré et la méditation[réf. souhaitée].

## Filmographie

### Cinéma
- 1978 : Freddy de Robert Thomas (créditée Evelyne Bellego)
- 1980 : Je vais craquer de François Leterrier : Eva (créditée Evelyne Bellego)
- 1982 : Le Quart d’heure américain de Philippe Galland : l'attachée de presse (créditée Evelyne Bellego)
- 1983 : Zig Zag Story (ou Et la tendresse ! Bordel... 2) de Patrick Schulmann : Catherine Andrews
- 1984 : Le Fou du roi de Yvan Chiffre : Madame de Montespan
- 1988 : 36 Fillette de Catherine Breillat : Georgia
- 1992 : 588, rue Paradis de Henri Verneuil : Carole
- 2000 : Le Birdwatcher de Gabriel Auer : Helena Horda

### Télévision
- 1981 : Un chien de saison (téléfilm) : Clara
- 1981 : Nana (mini-série) : Caroline
- 1981 : La Vie des autres (série) : Manuela (épisode Sofia)
- 1981 : Le serment d'Heidelberg (téléfilm) : Mlle Raynaud
- 1982 : Mon petit âne, ma mère (téléfilm) : Cécile
- 1981 : Madame S.O.S. (série) : Jocelyne Balli (épisode Sacré monstre)
- 1984 : La pendule (série) : Colette
- 1985 : Les amours des années 50 (série) : Édith (épisode Dangereux été)
- 1986 : Un plan d'enfer (court-métrage)
- 1988 : Floodtide (en) (série britannique) : Christine (épisode 2.2)
- 1988 : Allô, tu m'aimes ? (série) : Claudine
- 1990 : Le Mari de l'ambassadeur (série) : Sixtine Bader, l'ambassadrice
- 1992 : Dangerous Curves (en) (série américaine) : Marina Bonnelle (saison 1)
- 1992 : Un ballon dans la tête (téléfilm) : Maria
- 1993 : La Tête en l'air (série)
- 1993 : Le JAP, juge d'application des peines (série) : Annie (épisode Chacun sa gueule)
- 1993 : Flash - Der Photoreporter (série allemande) : Sabine Cartier (épisode Frei wie ein Vogel)
- 1994: Highlander (série) : Angela Constantine (épisode La Fille du pharaon)
- 1996 : Les Bœuf-carottes (série) : Chantal (épisode Sonia)
- 1996-1997 : Sous le soleil (série) : Nicole Lacroix (6 épisodes 1.6, 1.12, 1.13, 2.7, 2.13, 2.26)
- 1997 : Le Grand Batre (mini-série) : Clémence Brédier
- 1997 : Highlander (série) : Elena Moreno (épisode Justice)
- 1997-1999 : Le Refuge (série) : Laura (épisodes Les moutons d'Anatole et La finette)
- 1998 : Les rives du paradis (téléfilm) : Agnès

### Publicité
- 1983 : Prêt pour l'Avenir (Film institutionnel de Renault pour le prototype Renault 11 Electronic) : Isabelle